# Laura Méndez Esquer
Laura Méndez Esquer (6 de noviembre de 1988, Valencia) es una atleta española, especialista en fondo, antes en medio fondo.
Integra las filas del Asics Running Club y su entrenador es Manolo Ripollés.
Fue campeona de España junior de 3000 metros en pista cubierta en 2007 y subcampeona de España absoluta de 3000 metros en pista cubierta en 2015. 
Fue seleccionada para representar a España en el Campeonato del Mundo de Media Maratón en Gdynia (Polonia) en 2020. En abril de 2021 debuta en la prueba de maratón en Enschede (Países Bajos) en la NN Mission Marathon consiguiendo la mínima olímpica para los Juegos de Tokio 2021.
En noviembre de 2021 gana la XXXIII Carrera Internacional Desde Santurce a Bilbao. En abril de 2022 bate el récord de 10k en Ruta de La Comunidad Valenciana en Málaga y en mayo de ese mismo año gana el Campeonato de España de 10k en Ruta Absoluto en El Barco de Valdeorras.
En mayo de 2023 consigue el subcampeonato de Media Maratón en el Campeonato de España en Ruta celebrado en Santander, logrando una marca de 1:11:58, que supone nuevo récord de Media Maratón de La Comunidad Valenciana. 

## Biografía
Laura Méndez Esquer comenzó en el atletismo a los 11 años, en Almusafes, localidad en la que vivía. A los 19 años empezó a entrenar en Sagunto, en el polideportivo Internúcleos, yendo y viniendo en tren, hasta que a los 21 años decidió trasladarse a Puerto de Sagunto.
Ha formado parte de los clubs de atletismo Paset a Paset, de la Ribera y de Silla y en 2010 pasó a pertenecer al Club de Atletismo Playas de Castellón hasta 2023, año en el que comienza a formar parte del Asics Running Club, su equipo actual.
Es entrenadora nacional de atletismo.

## Historial deportivo
| Posición                             | Prueba                         | Lugar                  | Año             |
| ------------------------------------ | ------------------------------ | ---------------------- | --------------- |
| 3ª Campeonato de España Absoluto     | Media Maratón                  | Pollensa               | 2025            |
| 3ª Europeo de Roma                   | Media Maratón Femenina Equipos | Roma                   | 2024            |
| 2ª Campeonato de España Absoluto     | Media Maratón                  | Santander              | 2023            |
| 2ª Europeo de Munich                 | Maratón Femenina Equipos       | Munich                 | 2022            |
| 3ª Campeonato España Absoluto        | Media Maratón                  | Paterna                | 2022            |
| 6ª Campeonato Iberoamericano         | Media Maratón                  | Alicante               | 2022            |
| 1ª Campeonato de España Absoluto     | 10k en Ruta                    | El Barco de Valdeorras | 2022            |
| 8ª Meta Time Trials de Asics         | 10k en Ruta                    | Málaga                 | 2022            |
| 1ª Campeonato Autonómico             | Cross                          | Sagunto                | 2022            |
| 1ª Desde Santurce a Bilbao           | Fondo                          | Bilbao                 | 2021            |
| 9ª NN Mission Marathon               | Maratón                        | Enschede               | 2021            |
| 61.er Campeonato del Mundo           | Media Maratón                  | Gdynia                 | 2020            |
| 1ª española                          | Media Maratón                  | Barcelona              | 2020            |
| 1ª española Ibercaja                 | 10K                            | Valencia               | 2020            |
| Campeona de España                   | Cross (relevo mixto)           | Soria                  | 2020            |
| 4ª de España                         | Medio Maratón                  | Sagunto                | 2020            |
| 4ª Campeonato de España Absoluta     | 5000 m                         | Aire Libre             | 2020            |
| 1ª española                          | Medio Maratón                  | Valencia               | 2019            |
| Subcampeona de España por equipos    | Cross corto                    | Gijón                  | 2018            |
| Bronce Campeonato de España Absoluta | Milla en Ruta                  | Marín                  | 2016            |
| Subcampeona de España Absoluta       | 3000 m                         | Pista Cubierta         | 2015            |
| Subcampeona de España Absoluta       | Milla en Ruta                  | Puerto Lumbreras       | 2014            |
| Subcampeona de España Promesa        | 1500 m                         | Pista Cubierta         | 2010            |
| Tercera de España Promesa            | 1500 m                         | Aire Libre             | 2010            |
| Campeona de España Junior            | 3000 m                         | Pista cubierta         | 2007            |
| Subcampeona de España Júnior         | 3000 m                         | Aire Libre             | 2007            |
| Récord de Comunidad Valenciana       | 1500 m                         | Pista Cubierta         | 2014            |
| Ganadora San Silvestre               |                                | Valencia               | 13-14-16 y 19   |
| Ganadora San Silvestre               |                                | Elda                   | 2012 hasta 2019 |
| Ganadora del Gran Fondo              |                                | Siete Aguas            | 2015-2016       |

## Mejores Marcas
| Prueba        | Marca    | Lugar    | Data |
| ------------- | -------- | -------- | ---- |
| 1500 m        | 4:13.51  | Oordegem | 2014 |
| 3000 m        | 9:12.34  | Bilbao   | 2014 |
| 5000 m        | 16:11.22 | Sagunto  | 2023 |
| 10K en ruta   | 32:46    | Málaga   | 2022 |
| Media Maratón | 1:11:55  | Valencia | 2023 |
| Maratón       | 2:29:28  | Enschede | 2021 |

| Prueba | Marca   | Lugar      | Data |
| ------ | ------- | ---------- | ---- |
| 1500 m | 4:19.26 | Luxemburgo | 2014 |
| 3000 m | 9:12.73 | Euabonne   | 2015 |